# Julien Mertine
Julien Jean Pierre Mertine (* 25. Juni 1988 in Meulan-en-Yvelines) ist ein französischer Florettfechter.

## Erfolge
Julien Mertine gab im Januar 2009 beim Weltcup in Kopenhagen sein internationales Debüt. Sein erster internationaler Medaillengewinn gelang ihm 2014: Im Mannschaftswettbewerb wurde er in Straßburg zum einen Europameister und in Kasan außerdem Weltmeister. Mit der Mannschaft wiederholte er diesen Erfolg bei den Europameisterschaften 2015 in Montreux, 2017 in Tiflis und 2019 in Düsseldorf. Bei Weltmeisterschaften belegte Mertine in der Mannschaftskonkurrenz außerdem 2017 in Leipzig den dritten und 2019 in Budapest den zweiten Platz.
Bei den 2021 ausgetragenen Olympischen Spielen 2020 in Tokio ging Mertine in zwei Wettbewerben an den Start. Im Einzelwettbewerb schied er bereits zum Auftakt gegen den späteren Olympiasieger Cheung Ka Long aus Hongkong mit 12:15 aus. In der Mannschaftskonkurrenz bildete Mertine mit Enzo Lefort, Erwann Le Péchoux und Maxime Pauty ein Team. Nach einem 45:34-Erfolg gegen Ägypten und einem 45:42-Sieg gegen die japanische Équipe trafen die Franzosen im Duell um den Olympiasieg auf die unter dem Teamnamen „ROC“ startende russische Formation. Mit 45:28 waren sie dieser deutlich überlegen und erhielten damit die Goldmedaille. Bei den Olympischen Spielen 2024 in Paris schied Mertine in der Einzelkonkurrenz bereits in seinem ersten Gefecht mit 6:15 gegen den Japaner Kyōsuke Matsuyama aus. Im Mannschaftswettbewerb erreichte er gemeinsam mit Maximilien Chastanet, Maxime Pauty und Enzo Lefort das Halbfinale, nachdem in der ersten Runde China mit 45:35 besiegt wurde. Im Halbfinale unterlagen die Franzosen der Équipe Japans mit 37:45, sodass sie gegen die Vereinigten Staaten das abschließende Gefecht um Bronze bestritten. Dieses gewannen sie mit 45:32.
Für seinen Olympiasieg wurde er im September 2021 mit dem Ritterkreuz der Ehrenlegion ausgezeichnet. Mertine ist verheiratet und hat einen Sohn und eine Tochter.